# Blind (The Sundays)
Blind è il secondo album discografico del gruppo musicale inglese The Sundays, pubblicato nell'ottobre 1992 dalla Parlophone nel Regno Unito e dalla Geffen Records negli Stati Uniti.

## Tracce
Tutte le tracce sono di David Gavurin e Harriet Wheeler, eccetto Wild Horses, scritta da Mick Jagger e Keith Richards.
1. I Feel – 4:02
2. Goodbye – 4:45
3. Life & Soul – 2:37
4. More – 2:43
5. On Earth – 2:23
6. God Made Me – 4:50
7. Love – 4:33
8. What Do You Think? – 3:57
9. 24 Hours – 3:29
10. Blood on My Hands – 3:40
11. Medicine – 3:42
12. Wild Horses – 4:45 (cover dei The Rolling Stones, presente solo sull'edizione statunitense)

## Formazione
- Harriet Wheeler - voce
- David Gavurin - chitarra
- Paul Brindley - basso
- Patrick Hannan - batteria
- Lindsay Jamieson - tamburello

## Classifiche
- Official Albums Chart - #15